# NBA Street Homecourt
NBA Street Homecourt es el cuarto juego en la serie NBA Street. Fue lanzado para el Xbox 360 el 19 de febrero de 2007.

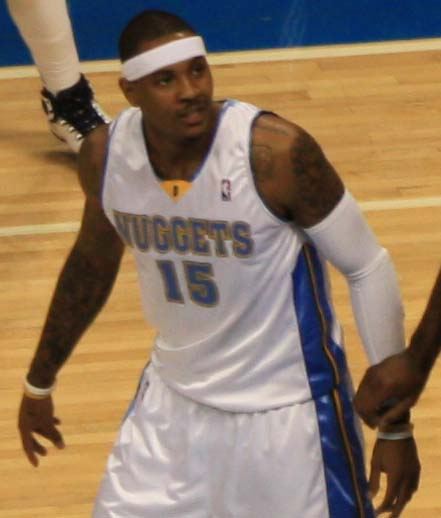
Carmelo Anthony.

El jugador de los Denver Nuggets, Carmelo Anthony, aparece en la portada.
Una demo del juego fue lanzada el 22 de febrero de 2007 en el Bazar Xbox Live. NBA Street Homecourt es el primer juego de Xbox 360 de forma nativa dictado en la resolución de 1080p. El juego cuenta con canchas de baloncesto verdaderas basadas donde las superestrellas de la NBA se criaron y perfeccionaron su talento.

## Banda sonora
- 456 Productions - "Acoustic Banger"
- Aceyalone - "Find Out"
- Aceyalone & RJD2 - "All For U"
- Chris Joss -  now"
- Connie Price - "Western Champion"
- Diverse - "Certified"
- Fort Knox Five - "The Brazilian Hipster"
- Good Brothers - "Rock With Us"
- Haiku D'Etat - "Built To Last"
- Herbaliser - "Gadget Funk"
- Herbie Hancock - "Rockit"
- Jackson 5 - "I Want You Back (Z-Trip Remix)"
- Kabanjak - "To The Bone"
- DJ Kemo - "B-Boy Syphe pt. III"
- DJ Kemo - "J-Bizzel"
- DJ Kemo - "Reason2BFunkay"
- DJ Kemo - "Sugar Hill Swing"
- DJ Kemo - "EA Sports 80's Jam"
- DJ Kemo - "FunkedIf-I-Know"
- Kwame - "Hold That Vers2"
- Kwame - "Risk"
- Kwame - "This is How"
- Mayday - "Watchin' Me"
- RJD2 - "NBA Street pt. 3"
- RJD2 - "NBA Street pt. 2"
- RJD2 - "NBA Street pt. 1"
- RJD2 - "Act - 2"
- RJD2 - "Solomon Jones"
- Pharoahe Monch - "Push"
- Montalbon - "Melo's Promise